# 159. vestlige længdekreds
Den 159. vestlige længdekreds (eller 159 grader vestlig længde) er en længdekreds, der ligger 159 grader vest for nulmeridianen. Den løber gennem Ishavet, Nordamerika, Stillehavet, det Sydlige Ishav og Antarktis.